# Pauntley
Pauntley é uma paróquia e aldeia de Forest of Dean, no condado de Gloucestershire, na Inglaterra. De acordo com o Censo de 2011, tinha 307 habitantes. Tem uma área de 7,72 km².